# ツインビーヤッホー! ふしぎの国で大あばれ!!
『ツインビーヤッホー! ふしぎの国で大あばれ!!』（ツインビーヤッホー! ふしぎのくにでおおあばれ!!）は、コナミ（現・コナミデジタルエンタテインメント）の縦スクロールシューティングゲーム。『ツインビー』シリーズの9作目にあたり、アーケードゲームとして1995年4月19日に稼動した。

## 概要
『出たな!!ツインビー』から4年ぶり、ツインビー10周年記念作品として発売されたアーケード版ツインビーシリーズの続編。横画面、縦スクロールのシューティングゲーム。2人同時プレイ可能。Shuzilow.HA、ちちびんたつかさをはじめとした『極上パロディウス 〜過去の栄光を求めて〜』のスタッフが製作に参加している。オープニングでは歌（國府田マリ子『僕らのステキ』）が流れたり、フルボイスの演出デモが挿入されたり、拡大縮小機能を使ったりと演出面の強化が図られている。ストーリーは開発当時放送していた『ツインビーPARADISE』の世界をベースとしている。
また、プレイ開始時に3段階の難易度選択が可能になっている。
PRACTICE
ベルの色が変わりにくいためパワーアップがしやすい。復活時に出現するベルの色は変わらないので復活しやすい。難易度の低い練習用モードのため通常はステージ3で終了となるが、後述の条件（ステージ構成を参照）をクリアすれば他のモード同様ステージ6まで進むことができる。
NORMAL
標準的なモード。全6ステージ。
SPECIAL
従来のツインビーシリーズの2周目に近い非常に難易度の高い構成。敵の攻撃パターンが大幅に強化されている。背景カラーがNORMALとは違っている。ボーナス得点がNORMALの2倍になる。全6ステージ。
この他にもタイマー難度と呼ばれる自動難易度設定機能が搭載されている。パワーアップをすればするほど、そしてミスせずに進めば進むほどゲームの難易度が上昇し、逆に何度もやられると難易度が下がる。このためコンティニューを繰り返せば初心者でもクリアできる反面、ノーミスでのクリアはかなり難しい。また、ベルに注釈が付いたり、ミスからの復活時にベル雲が登場してパワーアップのチャンスが与えられたりといった初心者に対する配慮も見られる。
アーケード版では基板スイッチをONにした際、パステルが「おはようございます！今日も1日、一所懸命頑張ります！」と言っている。PS、SS移植版でもこの演出が再現されている。

## あらすじ
どんぶり島のはるか北、ファンタスティックアイランドに「ふしぎの国」はありました。そこには様々な不思議な生き物が住んでおり、メロディ女王の奏でる「しあわせのハープ」の音色を聴くことでみんな平和に暮らしていました。
そんなある日「全世界ふしぎの国化計画」を唱えていたナンセンス大公がワンダー将軍と共にメロディ女王を幽閉し、しあわせのハープのパワーを使ってふしぎの国の生き物たちを操り、周りの国々に対して侵略を始めたのです。
それを知ったふしぎの国の妖精フルートはツインビー達に助けを求めるためにどんぶり島へと飛び立ちました。途中運悪くワンダー将軍に捕まってしまったもののフルートは「ナンセンス私設軍隊」の若き天才パイロット・エースに助け出され、助けを求めてきたフルートによって一連の事件を知らされたツインビーとウインビーはナンセンス大公たちの野望を打ち砕くべく、ふしぎの国へと出撃したのでありました。
…と同時にワルモン博士もしあわせのハープの持つパワーを手に入れるべく、動きだしたのでした。

## 登場人物
ツインビー&ライト
声 - 田中真弓、山口勝平
1P機体。機体色はブルー。パイロットの男の子はライト。お調子もので口が軽く、甘えた話し方をする。
ウインビー&パステル
声 - 西原久美子、椎名へきる
2P機体。機体色はピンク。パイロットの女の子はパステル。ライトの妹。勝ち気な性格。
グインビー
お助けキャラクター。機体色はグリーン。パイロットのミントはゲーム版には登場しない。
フルート
声 - 西原久美子
クーデターの起こったふしぎの国から逃げてきた妖精。ツインビーたちに助けを求める。
エース
声 - 石川英郎
ナンセンス私設軍防衛隊長。ふしぎの国の若きエース・パイロット。赤い戦闘機「シューティングスター」に搭乗しスパークレーザーとワイドブラスト、小型オプション「ルチアーノ」で攻撃を仕掛けてくる。
同戦闘機および本人は後に稼動・移植された『セクシーパロディウス』にも登場。
メロディ女王
声 - 天野由梨
ふしぎの国の女王。しあわせのハープで国を治めていたが、ナンセンス大公によって幽閉される。
ナンセンス大公
声 - 風間信彦
「全世界ふしぎの国化計画」を推し進めている今回の黒幕。「ナンセンス」が口癖。エレキドールエミリーに搭乗。しあわせのハープを奪い、ふしぎの国の生き物を操り、世界征服を企んでいる。
モスグリーン少佐
声 - 風間信彦
ナンセンス私設軍空中騎兵旅団の司令官。パラソルポピンズに搭乗。
カーキ大佐
声 - 増谷康紀
ナンセンス私設軍機甲師団の司令官。多足歩行戦車ファンファンに搭乗。
本作のオリジナルサウンドトラックのライナーノーツによると、開発当初はモスグリーン少佐とカーキー大佐は名前が逆だったが、キャラクターデザインのShuzilow.HAが色を塗り間違えたことで、キャラクターの名前が入れ替わった。
バルーン兄弟
声 - 高戸靖広
ふしぎの国の宮殿の門を守る門番。カールとマールの二人組。自分たちと同じ姿をしたメカ、バルーンブラザーズに搭乗。
ワンダー将軍
声 - 増谷康紀
ナンセンス私設軍隊の最高司令官。孤児のエースを引き取って育てた義理の父親。重装機動歩兵ワンダーワンダフルに搭乗。
ワルモン博士
声 - 岸野幸正
ザコビー軍団を使い世界征服をたくらむ悪の科学者。しかし、間抜けで強いのか弱いのか良くわからない。しあわせのハープを狙っている。

## システム

### 基本操作
8方向レバーとショットボタン、ボムボタンを使用（ゲームスタート時に一つのボタンで両方を行う攻撃ボタンの統一も可能）。
ベルパワーアップや地上アイテムの取得で攻撃を強化することができる。ただし、ダメージを受けると腕の片方（再度被弾で両腕）を損傷し、それによって一部の行動が制約される。
ショット
ショットボタンを押すことで空中の敵やベルを撃つことができる。
また、ショットボタンを押し続けてから離すことで強力なため攻撃が可能。
ため攻撃はゲームスタート時に以下の4種類から選択できる。
ためショット
強力な対空ショットを撃てる。敵を貫通し、僚機をはじきとばすこともできる。『出たな!!』のため攻撃と同じ。
ためパンチ
ばね付きで射出する巨大かつ強力なパンチで攻撃。貫通しないが敵弾を弾くことができ、僚機をはじきとばすこともできる。溜め時間に応じてパンチの連続回数が最大5回まで増える。
ただし、片腕になるとパンチの回数が1回しか行われなくなり、両腕がなくなるとためパンチが使用不能になる。
ためぶんしん
溜め続けると緑ベルと同じ分身を生成する。また、分身が3つある時にさらに溜めると、分身を飛ばして画面全体を攻撃する。分身飛ばし攻撃は空中の敵、地上の敵のどちらにもダメージを与え、敵弾も消せる。
バリア装備時に溜めることでバリアと分身を同時使用できる唯一のタイプだが、同時使用時は難易度が上昇しやすい。
ためばくだん
腕の状態に関係なく、地上の敵を自動的にサーチするボムを発射。ため時間に応じて2つから8つまでのボムを同時発射する。
地上敵がいないときは、自機後方から前方に向けて発射される対空攻撃になる。
ボム
ボムボタンで地上の敵を攻撃できる。敵や敵弾により腕を破壊されると使用不能になる。
また、対空武器を持っている腕ではボムを使用できない。
救急車
腕を両方破壊されると1ステージにつき1機につき1度だけ登場。腕を修理してくれる。

### ベルパワーアップ
雲を攻撃するとベルが出現し、ショットを当てるとベルが上へ持ち上がるのと同時に色が変化し、これを取るとパワーアップする。通常は黄色だが、5発ごとに色が青→白→緑→赤→ピンク→ふたたび青…と変化し、その色によってさまざまな効果がある。しかし、撃ちすぎるとベルが潰れ、持ち上げることができなくなる。すでにパワーアップが完了しているベルを取ると57300点のボーナスとなる。
本作では画面外に落とさずにベルを取得することで、画面端（1P側および2P側それぞれ）に取得したベルのアイコンと累計数が表示される。
黄ベル
ボーナス。スコアが加算される。最初は500点だが、落とさずに連続して取り続けると最高10000点になる。
青ベル（5発）
スピードアップ。移動速度が1段階速くなる。最高で4段階。
白ベル（10発）
パワーアップ。ショットやボムが1段階強力になる。最高で4段階。
緑ベル（15発）
ぶんしん。自機の動きをトレースし、自機と同様にショット、ボムで攻撃する分身が即座に3つ付く。バリアとの併用はできない。
分身は武器攻撃はできないが、両手が武器でふさがっていたり、本体の腕がなくてもボムを発射できる。
赤ベル（20発）
バリア。敵の攻撃を防ぐ。3発で消える。分身やミカエルとの併用はできない。
ピンクペル（25発）
ノーマルアーム。壊れた腕が復活する。

### 地上アイテム
地上の敵をボムで破壊すると出現する。武器アイテムは右手と左手にひとつずつ持つことができるが、腕を破壊されると使用不能になる。また、武器を持っている腕は通常のボムを使えなくなる。
既に同じ武器を持っている時、腕が無い時、ミカエル装備時に取ると5730点のボーナスになる。
バルカン
4連射の対空ショット武器。左右の移動にあわせてショットの方向を変えることができる。
バズーカ
爆発する弾を発射する対空武器。僚機に当てるとはじきとばすことができる。
ファイア
火炎で攻撃。射程は短いが貫通し、さらに火炎はベルには当たらないので色の調整がしやすい。
4-WAY
前方4方向に攻撃する対空武器。
スプレッドボム
広範囲に攻撃する強力な対地武器。
グインビー
合体することで貫通するウェーブショットが撃てるようになるお助けキャラクター。敵に接触すると自機の被弾を防ぐ代わりに離れる。
合体時にショットボタンを溜めるとグインビーを振り回し、画面中を飛び回って攻撃。
離れている時は自機にあわせて4方向のショットで攻撃。
ミカエル
『極上パロディウス 〜過去の栄光を求めて〜』のプレイヤーキャラクターの1つ。ツインビーに羽根が生えて、全方位9方向ショットでの攻撃が可能になる。
バリア、手持ち武器との併用はできない。攻撃を受けると羽根が取れる。
なおアイテムとしてではないが、『極パロ』からは「こいつ」もステージ5の背景に登場する。
フルーツ
取ると得点が増える。アップルやオレンジなどの種類がある。

### 合体攻撃
ツイン攻撃
2人同時プレイ時にツインビーとウインビーが接近すると、その中間地点から貫通能力あるウェーブショットで攻撃できる。
本作と同チーム製作の『セクシーパロディウス』でも同じようなショットを撃つことができる。
はじきとばし攻撃
ためショットやためパンチ、バズーカを味方プレイヤーに当てると、一定時間画面上を跳ね回って攻撃。
跳ね回っている間はコントロール不能だが、無敵。

### ミス、コンティニュー
敵や敵弾に接触するとミスになり、パワーアップが全て無くなる。残機があるとその場で復活。復活時には上空から大きなベル雲が登場し、ベルを4つ補給できる。
自機のストックがなくなるとゲームオーバーだが、クレジットがあればコンティニューもできる。

## ステージ構成
ステージ1：SISILIA ISLE
どんぶり島の北にあるシシリア島。野菜や動物をモチーフにした敵が登場。
ボス - パラソルポピンズ
ステージ2：RUINS
シシリア島の奥地にある古代遺跡が舞台。敵はおなべやフォークなどの台所用品をモチーフにしている。
ボス - ファンファン
ステージ3：OVER THE SEA
ふしぎの国へと向かう海上でワルモン博士の大型飛空挺ビスマルクが現れる。
ボス - テルピッツ
ステージ4：AERIAL CORRIDOR
ふしぎの国の空中回廊。トランプ兵など童話をモチーフにした敵が登場。
ボス - バルーンブラザーズ
ステージ5：WONDER PALACE
ふしぎの国の宮殿内部。おもちゃをモチーフにした敵が登場。
ボス - エレキドールエミリー
ステージ6：THE CHASE
ワルモン博士に奪われたしあわせのハープを奪回する追跡劇。
ステージクリアすると次のステージでは腕が修理され、救急車を使用済みでも、再び使用可能になる。ステージ6をクリアするとエンディング。
PRACTICEモードはステージ3で終了だが、クリア時にベルを50個以上保持していればステージ4以降に進める。

## 移植版・関連作品
移植版には次のものがある。
『出たなツインビーヤッホー! DELUXE PACK』（PlayStation、セガサターン）
全ボイスの再収録およびエンディングデモのボイス追加により、完全フルボイスになっている。
『ツインビー ポータブル』（PlayStation Portable）
BGMに何曲かある未使用曲がギャラリーモードに収録されている。
また本作のストーリーを基にしたドラマCDも発売されている。物語はゲーム版から一部変更され、カーキ大佐、モスグリーン少佐、バルーン兄弟は登場せず、オリジナルキャラクターとしてピッコロが登場し、ドラマの序盤と終盤に『Pop'nツインビー』に登場したマドカが大人になっており、娘のソレイユ（『ツインビーPARADISE2』に登場したソレイユとは別人）と共に登場している。
後続への影響としては、本作の翌年に発売された『セクシーパロディウス』に本作の「エース」およびその操縦機体「シューティングスター」が登場し、空中戦BGMも本作ステージ1の曲が使われている。また、パチスロ『ツインビーJG』（KPE）は本作のストーリーをベースにしている。